# Чехов (Московска област)
Вижте пояснителната страница за други значения на Чехов.
Чехов (на руски: Чехов) е град в Русия, административен център на Чеховски район, Московска област. Населението му към 1 януари 2018 е 71 301 души.